# Sterculia foetida
Стерку́лія смердю́ча, ява́нська оли́ва, ску́нсове де́рево (Sterculia foetida) — дерево з роду Стеркулія (Sterculia).

## Будова

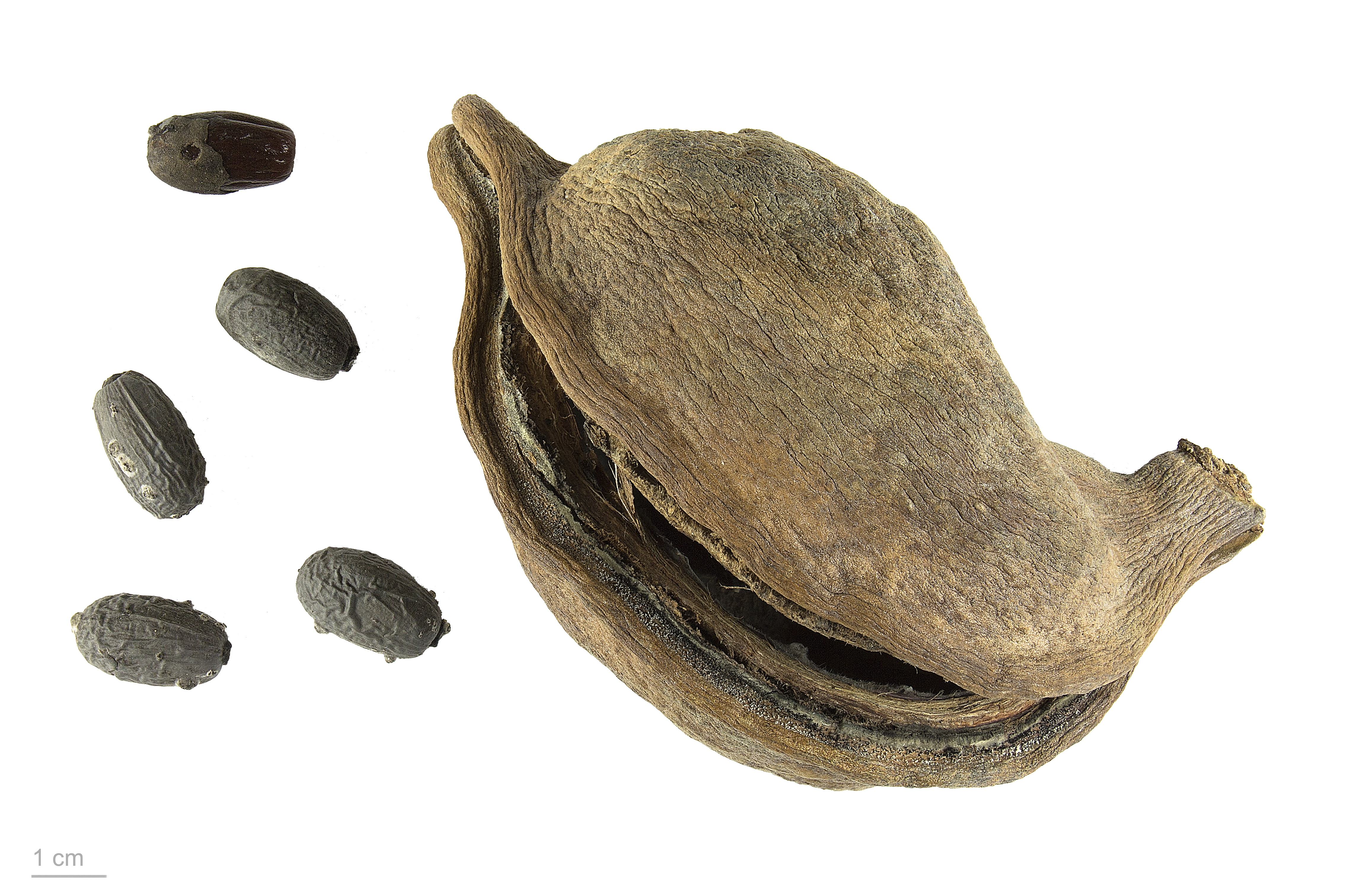
Sterculia foetida — Тулузький музей

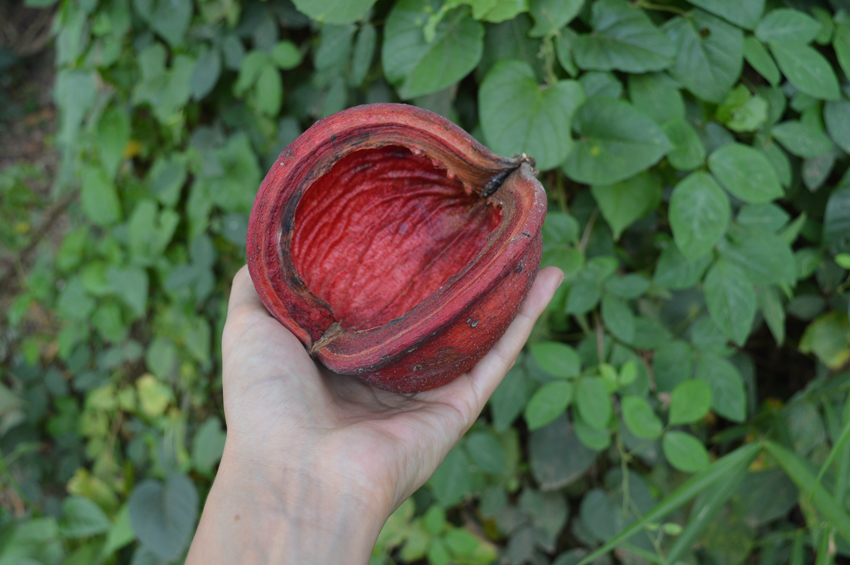
Половинка стручка яванської оливи

Яванська олива може виростати до 35 метрів висоти. Кора гладенька, сірувато-біла ззовні і волокниста всередині. Велике складне пальчасте листя моє від 5 до 9 листочків. Дзвоноподібні квіти жовтого кольору спочатку і червонясті пізніше. Мають неприємний запах. Яскраво червоний твердий плід-стручок містить по краю чорні насінини, схожі на оливки, з матовою поверхнею. Розкриті стручки по формі нагадують серце.

## Поширення та середовище існування
Росте у кліматі з сухим сезоном в південній і південно-східній Азії (Бангладеш, Індія, Шрі-Ланка, Камбоджа, М'янма, Таїланд, В'єтнам, Індонезія, Малайзія, Філіппіни). Вирощують віддалено від людського житла через відлякуючий запах, коли цвіте.

## Використання
Через свою м'яку деревину отримала популярність у районах, де вирощують чай, де з неї виготовляють ящики для чаю.
Насіння можна споживати сирим або смаженим. Деякі джерела повідомляють, що сире насіння отруйне.
Олію з яванської оливи порівнюють зі соняшниковою, соєвою та ріпаковою. Може використовуватися як біопаливо.